# George Nuttall
George Henry Falkiner Nuttall FRS (San Francisco, California, 5 de julio de 1862 - Londres, Inglaterra, 16 de diciembre de 1937) fue un bacteriólogo británico que destacó por sus importantes aportes al conocimiento del parasitismo y de insectos portadores de enfermedades.
Nuttall hizo descubrimientos innovadores significativos en la inmunología, la vida bajo condiciones asépticas, la química en la sangre y las enfermedades transmitidas por artrópodos, especialmente las garrapatas. 
Llevó a cabo investigaciones sobre la distribución de los mosquitos anopheles en Inglaterra, en relación con la prevalencia de la malaria en dicha región. Después, junto con William Welch identificó la clostridium perfringens, el organismo responsable de causar gangrena. También demostró la importancia de las bacterias intestinales en la digestión e investigó las propiedades bactericidas de la sangre.

## Obra

### Algunas publicaciones
- Hygienic Measures in Relation to Infectious Diseases (1903)

- Blood Immunity and Blood Relationship (1904), estableciendo la identificación de diferentes grupos sanguíneos[5]

- The Bacteriology of Diphtheria (1908), con Graham Smith y otros

- Ticks (1908 et. seq.) con C. Warburton y otros

- The Drug Treatment of Canine Piroplasmosis (1910)

- Russian Ixosoidea (1912)

- The Training and Status of Public Health Officers in the United Kingdom (1913)